# Комсток-Парк (Мічиган)
Комсток-Парк (англ. Comstock Park) — переписна місцевість (CDP) в США, в окрузі Кент штату Мічиган. Населення — 10 500 осіб (2020).

## Географія
Комсток-Парк розташований за координатами 43°2′39″ пн. ш. 85°40′35″ зх. д. / 43.04417° пн. ш. 85.67639° зх. д. (43.044120, -85.676323).  За даними Бюро перепису населення США в 2010 році переписна місцевість мала площу 10,07 км², з яких 10,05 км² — суходіл та 0,02 км² — водойми.

## Демографія
Згідно з переписом 2010 року, у переписній місцевості мешкало 10 088 осіб у 4172 домогосподарствах у складі 2639 родин. Густота населення становила 1002 особи/км².  Було 4656 помешкань (462/км²).
Расовий склад населення:
| - 78,7 % — білих - 8,0 % — чорних або афроамериканців - 1,2 % — азіатів - 0,7 % — корінних американців - 7,4 % — осіб інших рас |

До двох чи більше рас належало 4,0 %. Частка іспаномовних становила 14,3 % від усіх жителів.
За віковим діапазоном населення розподілялося таким чином: 25,8 % — особи молодші 18 років, 64,7 % — особи у віці 18—64 років, 9,5 % — особи у віці 65 років та старші. Медіана віку мешканця становила 30,8 року. На 100 осіб жіночої статі у переписній місцевості припадало 93,4 чоловіків;  на 100 жінок у віці від 18 років та старших — 88,5 чоловіків також старших 18 років.
Середній дохід на одне домашнє господарство  становив 48 496 доларів США (медіана — 38 816), а середній дохід на одну сім'ю — 52 899 доларів (медіана — 47 529). Медіана доходів становила 33 780 доларів для чоловіків та 33 977 доларів для жінок. За межею бідності перебувало 25,2 % осіб, у тому числі 36,9 % дітей у віці до 18 років та 3,9 % осіб у віці 65 років та старших.
Цивільне працевлаштоване населення становило 5506 осіб. Основні галузі зайнятості: виробництво — 20,8 %, роздрібна торгівля — 15,6 %, освіта, охорона здоров'я та соціальна допомога — 15,6 %.